# Người Rơ Măm
Người Rơ Măm là một dân tộc ít người ở Việt Nam. Tộc người này cư trú chính tại làng Le, xã Mô Rai, huyện Sa Thầy, tỉnh Kon Tum. Người Rơ Măm là một trong số 54 dân tộc tại Việt Nam .

## Ngôn ngữ
Tiếng Rơ Măm thuộc ngữ chi Bahnaric của ngữ tộc Môn-Khmer, ngữ hệ Nam Á.

## Dân số và địa bàn cư trú
Dân số Rơ Măm tại Việt Nam theo điều tra dân số 1999 là 352 người.
Theo Tổng điều tra dân số và nhà ở năm 2009, người Rơ Măm ở Việt Nam có dân số 436 người, có mặt tại 7 trên tổng số 63 tỉnh, thành phố. Người Rơ Măm cư trú tập trung tại tỉnh 
Kon Tum (419 người, chiếm 96,1% tổng số người Rơ Măm tại Việt Nam), các tỉnh khác có rất ít như
Thành phố Hồ Chí Minh (9 người), 
Đồng Nai (3 người)...

## Đặc điểm kinh tế
Người Rơ Măm sinh sống bằng nghề làm rẫy, lúa nếp là lương thực chủ yếu. Khi gieo trồng, đàn ông cầm hai gậy nhọn chọc lỗ, đàn bà theo sau bỏ hạt giống và lấp đất, săn bắt và hái lượm vẫn giữ vai trò quan trọng trong đời sống kinh tế. Trong số các nghề phụ gia đình, nghề dệt vải phát triển nhất nhưng ngày nay đã suy giảm vì người Rơ Măm đã quen dùng các loại vải công nghiệp bán trên thị trường.

## Tổ chức cộng đồng
Đơn vị cư trú của người Rơ Măm là đê (làng), đứng đầu là một ông già trưởng làng do dân tín nhiệm. Làng Le của người Rơ Măm nay chỉ còn khoảng 10 ngôi nhà ở, có cả nhà rông. Mỗi nhà có từ 10 đến 20 người gồm các thế hệ, có quan hệ thân thuộc với nhau. Các cặp vợ chồng dù vẫn sống chung dưới một mái nhà, nhưng đã độc lập với nhau về kinh tế.

## Hôn nhân gia đình
Việc cưới xin của gia đình Rơ Măm gồm 2 bước chính: ăn hỏi và lễ cưới. Sau lễ cưới vài ba ngày, vợ chồng có thể bỏ nhau, nhưng khi đã sống với nhau lâu hơn thì họ không bỏ nhau.

## Tục lệ ma chay
Khi có người chết, sau 1-2 ngày đưa đi mai táng. Nghĩa địa nằm về phía Tây của làng, các ngôi mộ được sắp xếp có trật tự, khi chôn, tránh để người dưới mộ "nhìn" về phía làng. Người Rơ Măm không bao giờ làm nghĩa địa phía Đông, vì sợ cái chết sẽ "đi" qua làng như hướng đi của mặt trời.

## Nhà cửa
Nhà ở đều có hành lang chính giữa, chạy suốt chiều dài sàn, ở trung tâm nhà có một gian rộng là nơi tiếp khách và diễn ra các sinh hoạt văn hóa nói chung của các gia đình.

## Trang phục
Có phong cách riêng trong tạo dáng và trang trí trang phục, đặc biệt là trang phục nữ. Người Rơ Măm có tục "cà răng, căng tai". Đến tuổi trưởng thành, trai gái đều cưa cụt 4 hay 6 răng cửa hàm trên. Hiện nay lớp trẻ đã bỏ tục này. Phụ nữ thích đeo khuyên, hoa tai, vòng tay và đeo những chuỗi cườm ở cổ.

### Trang phục nam
Nam cắt tóc ngắn ở trần, đóng khố. Vạt trước khố dài tới gối, vạt sau dài tới ống chân. Khố thường dùng màu trắng nguyên của vải mộc. Lưng được xăm hoa văn kín, nhất là những người cao tuổi. Trai gái đến tuổi thành niên phải cưa răng ở hàm trên (4 hoặc 6 chiếc).

### Trang phục nữ
Phụ nữ thường để tóc dài búi sau gáy. Áo là loại cộc tay vai thẳng (không khoét cổ như Brâu), thân thẳng, hình dáng gần vuông giống áo Brâu. Áo màu sáng (màu nguyên của sợi bông) các đường viền cổ và cửa tay cộc màu đỏ. Gấu áo có dải băng trang trí (cao 1/4 thân áo) bằng màu đỏ, hoa văn hình học. Váy là loại váy hở màu trắng nguyên sợi bông. Bốn mép váy và giữa thân váy có các đường viền hoa văn màu đỏ với mô típ hoa văn hình học và sọc ngang. Họ thường đeo hoa tai vòng to, nặng xệ xuống. Người khá giả đeo hoa tai bằng ngà voi, người nghèo đeo hoa tai bằng gỗ. Vòng tay là loại bằng đồng nhiều xoắn. Lý do được chọn của trang phục Rơ Măm chính là màu sắc và phong cách trang trí áo, váy phụ nữ.

## Ẩm thực
Dân tộc Rơ Măm có món cá gỏi kiến vàng. Người Rơ Măm dùng kiến vàng và trứng để nấu canh, trộn gỏi, xào với thịt thú rừng,…nhưng giữ được hương vị thơm ngon nguyên chất nhất chính là cá gỏi kiến vàng. Kiến vàng có rất nhiều quanh khu vực cư trú của người Rơ Mâm. Khi lấy tổ kiến vàng xuống, người ta đặt một chậu nước phía dưới, lấy gọng dao gõ nhẹ cho kiến rơi xuống chậu, rồi nhẹ nhàng tách đôi, lấy trứng kiến ra để riêng. Trứng kiến vàng màu trắng đục, to bằng hạt gạo, có mùi thơm nhẹ.
Cách làm cá gỏi kiến vàng khá đơn giản: Cá suối bắt loại vừa phải, bằng ba ngón tay, đem về làm sạch, băm nhuyễn, vắt cho cạn nước để đỡ mùi tanh. Kiến vàng và trứng giã sơ qua, để ngoài nắng một lúc cho se lại. Lấy muối hột, ớt xanh, tiêu rừng trộn chung cá với kiến vào, thêm chút thính gạo (bột gạo rang cháy xém), dậy lên mùi thơm. Khi ăn lấy lá sung cuốn lại vừa miếng và thưởng thức, vị ngọt của cá suối hòa vào vị béo của trứng kiến, vị cay xé của tiêu ớt tạo nên món ăn ngon.

## Những người Rơ Măm có danh tiếng
| Tên        | Sinh thời | Hoạt động                                                          |
| ---------- | --------- | ------------------------------------------------------------------ |
| Y Ly Trang | 1975-...  | Đại biểu Quốc hội Việt Nam khóa 11 (2001-2006), quê tỉnh Kon Tum . |